# Космос-2406
Космос-2406 је један од преко 2400 совјетских вјештачких сателита лансираних у оквиру програма Космос.
Космос-2406 је лансиран са космодрома Тјуратам, Бајконур, Казахстан, 10. јуна 2004. Ракета-носач је поставила сателит у орбиту око планете Земље. 